# Терегель
Терегель (чув. Теркала) — поселок в Похвистневском районе Самарской области в составе сельского поселения Рысайкино.

## География
Находится на расстоянии примерно 16 километров по прямой на север от районного центра города Похвистнево.

## История
Поселок был основан в начале XX века. 

## Население
Постоянное население составляло 72 человек (чуваши 87%) в 2002 году, 68 в 2010 году.